# Hesire
Hesire oder Hesi-Re (Kurzform Hesi) war ein hoher altägyptischer Beamter und Heilkundiger unter König (Pharao) Djoser zu Beginn der 3. Dynastie (um 2620 bis 2600 v. Chr.). Er wurde durch die prachtvollen Malereien in seinem Grab und reliefgeschmückte Holztafeln bekannt, die sein Porträt und seine Amtstitel darstellen und sich bei ihrer Entdeckung in gutem Zustand befanden. Überdies wäre er der bislang erste namentlich bekannte „Arzt“ der Weltgeschichte, sofern die Interpretation seines Titels wr-jbḥ-swnw als „Großer der Zahnärzte“ zutreffend ist und dieser Titel nicht nur symbolisch verliehen wurde.

## Archäologische Bedeutung
Hesire wurde vor allem durch seine relief- und inschriftengeschmückten Paneele aus Zedernholz bekannt, die um 1866 von Auguste Mariette und 1912 von James Quibell ausgegraben wurden und als Meisterwerk der Holzschnitzkunst des Alten Reiches gelten, zumal die Relieftafeln für ihr Alter gut erhalten sind. Außerdem ist Zeder eine Holzart, die im alten Ägypten selten und teuer war und aus dem Libanon importiert werden musste. Die schiere Menge des verarbeiteten Luxusguts lässt darauf schließen, dass Hesire eine bedeutende Persönlichkeit von hohem Rang und mit beträchtlichem Reichtum gewesen sein muss.

## Identität

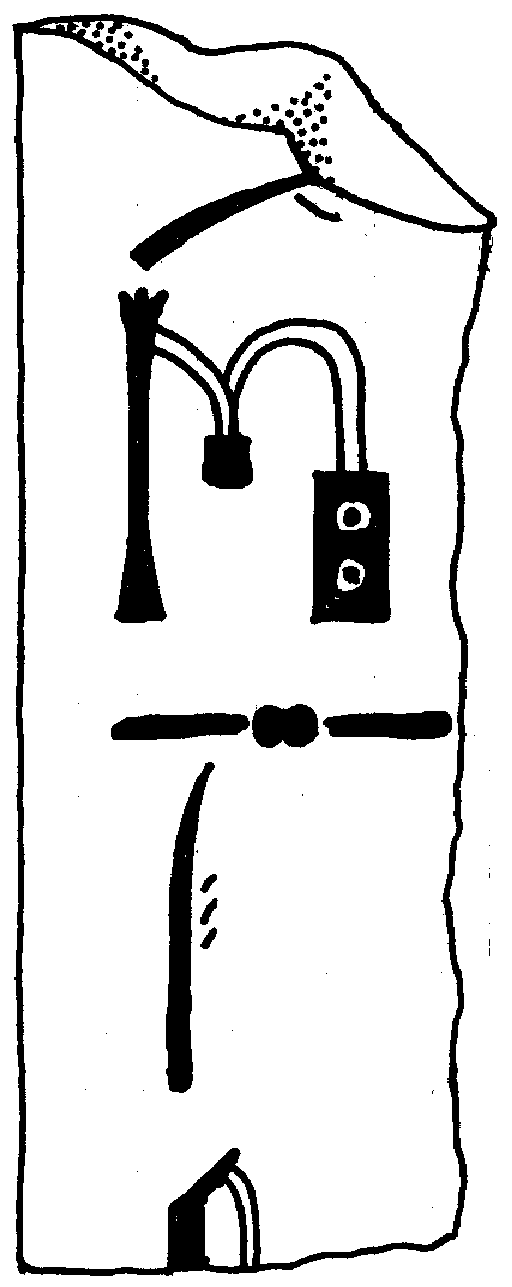
Knochen-zylinderteil aus Hesires Grab mit schwarzer Tintenaufschrift

### Zum Namen
Hesires Name ist für die Ägyptologie von besonderem Interesse, da er Hinweise liefert, dass der Sonnenkult zu seiner Zeit einen neuen Stellenwert erlangte. Der Name des Sonnengottes Re wurde hier phonemisch voll ausgeschrieben, die eigentlich übliche Schreibweise mit dem Sonnensymbol (Gardiner-Zeichen N5) war Königen und Heiligtümern vorbehalten.

### Titulaturen
Hesire trug hohe Titel wie „Vertrauter des Königs“ sowie „Großer von Buto“, aber auch „Bruder des Min“, „Gouverneur“, „Meister der königlichen Schreiber“, „Großer der Zehn von Oberägypten“, „Ältester der Qed-hetep“ und „Heka-Priester der Mehit“. Sie werden auf den hölzernen Tafeln aufgelistet, die sich ihrerseits in Hesires Grab fanden. Er trug auch den Ehrentitel „Großer der Zahnärzte“ (wr-jbḥ-swnw) und ist damit der bisher älteste belegte Arzt. Auch eine Basaltstatue des Psammetich-Seneb (um 600 v.  Chr.) im Vatikanischen Museum nennt ihn als „Oberarzt der Zahnärzte am Hof“. Jedoch ist sein Titel als Arzt einer von vielen und mag möglicherweise eher symbolische als praktische Bedeutung gehabt haben. Auch ist die Übersetzung des Titels nicht sicher, Alternativen wie „Großer der Elfenbein- und Pfeilschnitzer“ wurden vorgeschlagen.

## Grabanlage

### Lage und Architektur
Seine aus Lehmziegeln erbaute Mastaba befindet sich im nördlichen Bezirk von Sakkara. Sie war ursprünglich etwa 43 Meter lang und mindestens 5 Meter hoch, ihre Nord-Süd-Achse weicht nur minimal von ihrer Ausrichtung ab. Der „offizielle“ Eingang befand sich an der Ostseite. Dahinter liegend führt ein zu ebener Erde gelegener, enger Korridor zu den dekorierten Nischen und zum Serdab. Nahe der Westflanke der Mastaba führte ein ehemals blockierter, senkrechter Schacht zu den unterirdischen Grabräumen. Die eigentliche Grabkammer wurde bei der Erforschung geplündert vorgefunden.

### Die Holzpaneele

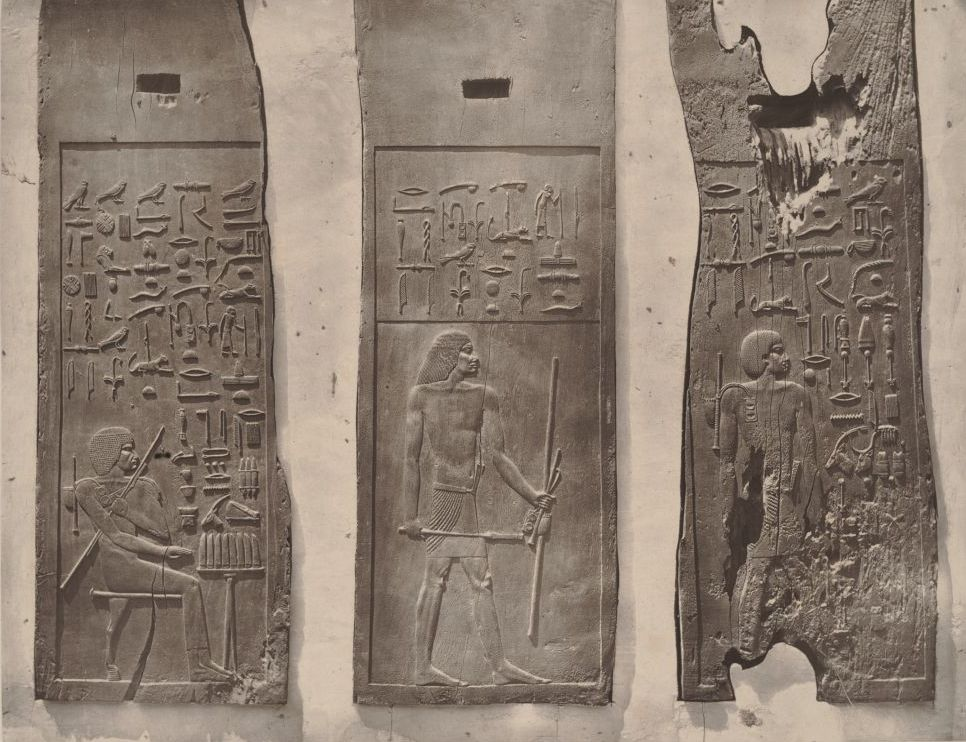
Holzpaneele des Hesire

Die bereits erwähnten Korridore enthielten auf verschiedenen Paneelen aus Zedernholz figürliche Darstellungen des Hesire, die ihn stehend in Amtstracht oder an Opfertischen sitzend präsentieren. Während sein Gesicht im Seitenprofil gezeigt wird, nimmt sein Körper eine 3/4-Haltung ein, sodass jeder Körperteil zu sehen ist. Diese perspektivische Komposition ist ganz typisch für die Reliefkunst des Alten Reiches, ebenso der Umstand, dass Hesires kantiges Gesicht mit Schnurrbart seinem König, Djoser, nachempfunden ist. Die das Porträt umgebenden Inschriften nennen die zahlreichen hohen Titel, die Hesire innehatte. Die Paneele fanden sich in die Nischen einer Palastfassade eingelassen und werden heute im Ägyptischen Museum zu Kairo ausgestellt.

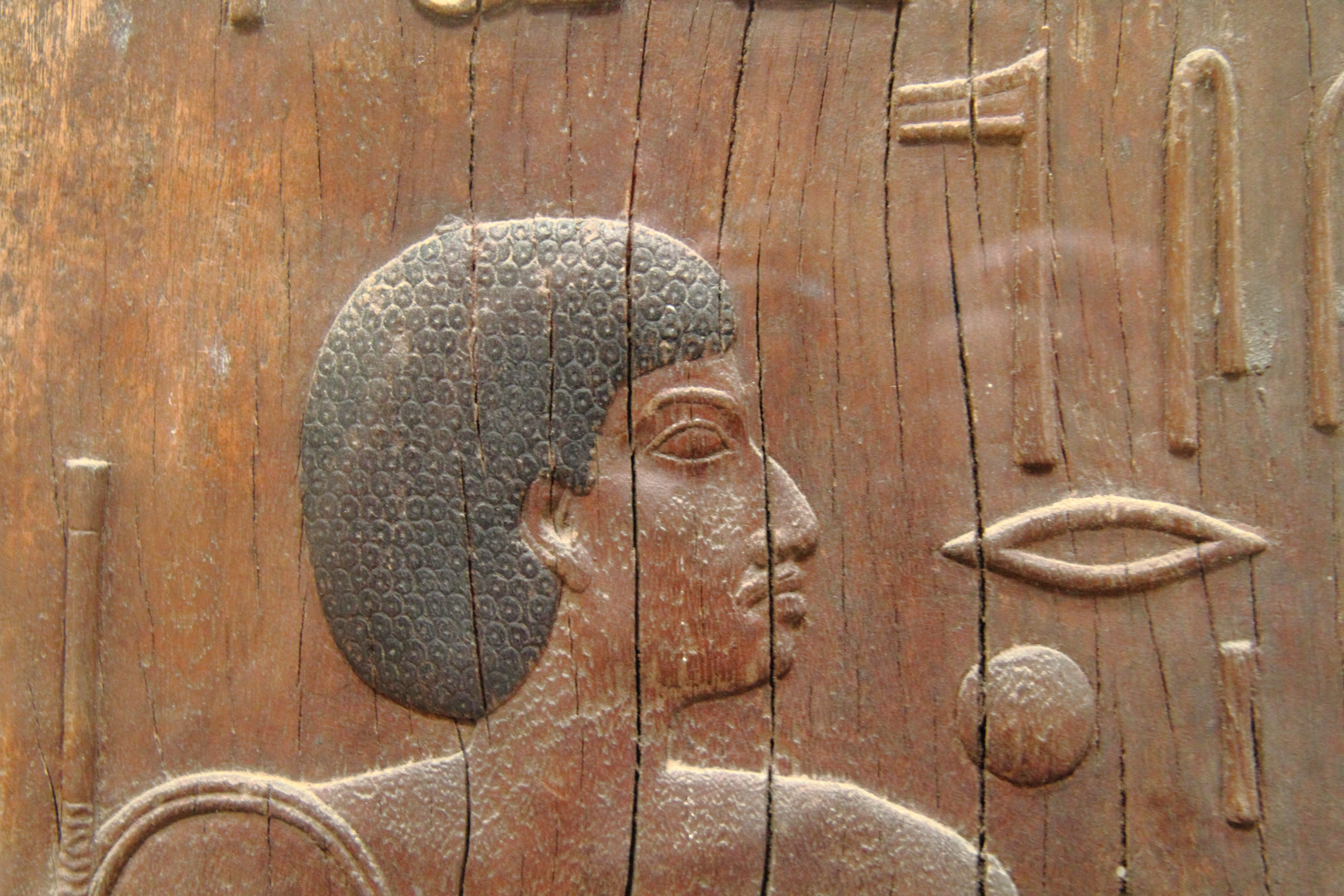
Die Porträts von Hesire
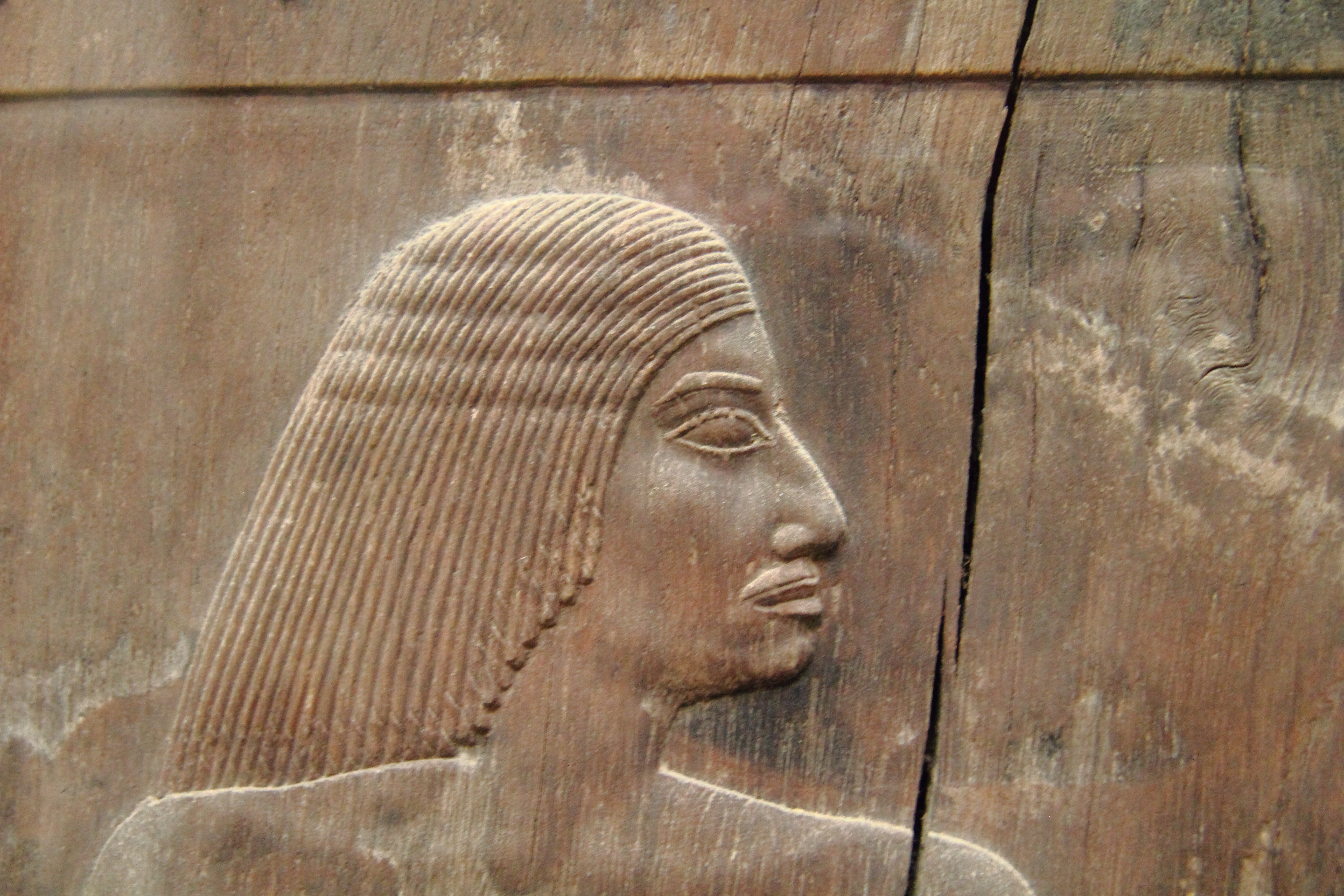
aus den verschiedenen
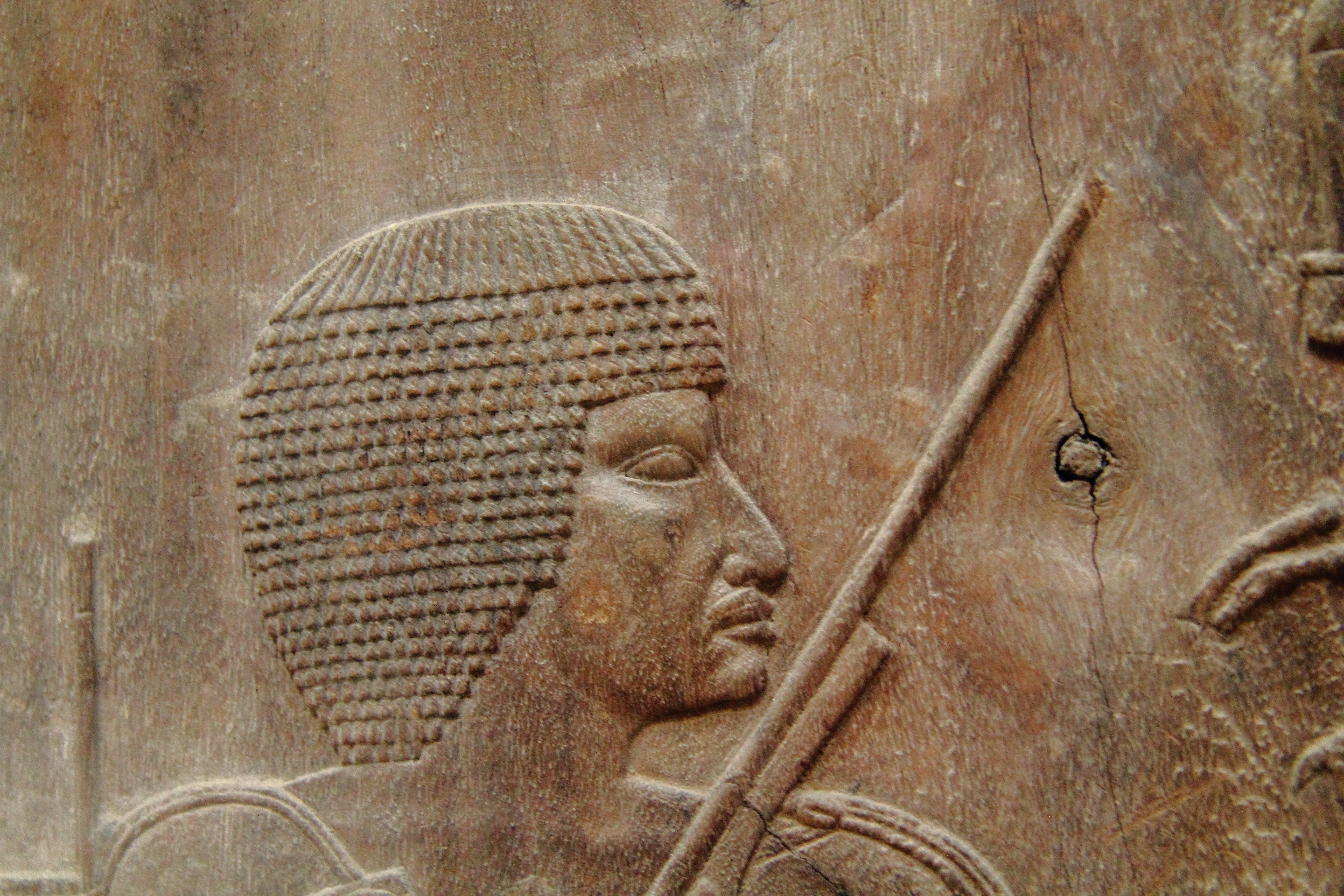
Lebensaltern

### Malereien
Die Nischen selbst wiederum waren verputzt und mit verschiedenen, geometrischen Mustern bemalt gewesen. Zur Zeit der Ausgrabungen waren die Farben noch sehr deutlich erkennbar: Rot, Grün, Schwarz, Gelb und Weiß. Die bereits erwähnte Palastfassade bildete nicht etwa die Außenwand der Mastaba, ihr war, gegenüberliegend, eine Umfassungsmauer vorgelagert. Die Innenseite dieser Mauer war ursprünglich komplett mit Farbe dekoriert. Die Malerei der Westwand lässt sich in drei Register unterteilen: Das Unterste bestand aus einem schlichten, roten, durchgehenden Band mit ober- und unterseitigem schwarzen Rahmen. Darüber befand sich eine Serie von Schilfmattenmotiven mit verschiedenen Mustern in Grün und Gelb. Über dieser wiederum prangte erneut ein rotes Band. An der Ostwand hingegen war das unterste Register aus in Grün und Gelb gehaltenen Rautenmustern zusammengesetzt. Darüber befand sich die aufgemalte Darstellung der Grabausstattung von Hesire, welche Opferbeigaben wie Brote, Geflügel, Datteln und Wein umfasste; daneben Abbildungen von Öl- und Ziergefäßen sowie Schreib- und Jagdgeräte. Auch verschiedene Typen und Modelle von Betten und Liegen, sowie eine Tischplatte mit Standfuß, deren Oberseite mit der Darstellung einer in sich zusammengerollten Schlange („Schlangentisch“) verziert war, schmückten die Westwand. Jedes dieser Objekte war begleitet von kurzen Inschriften, die ebenfalls aufgemalt waren und den Inhalt der Gefäße und die bildlich wiedergegebenen Objekte beschrieben.

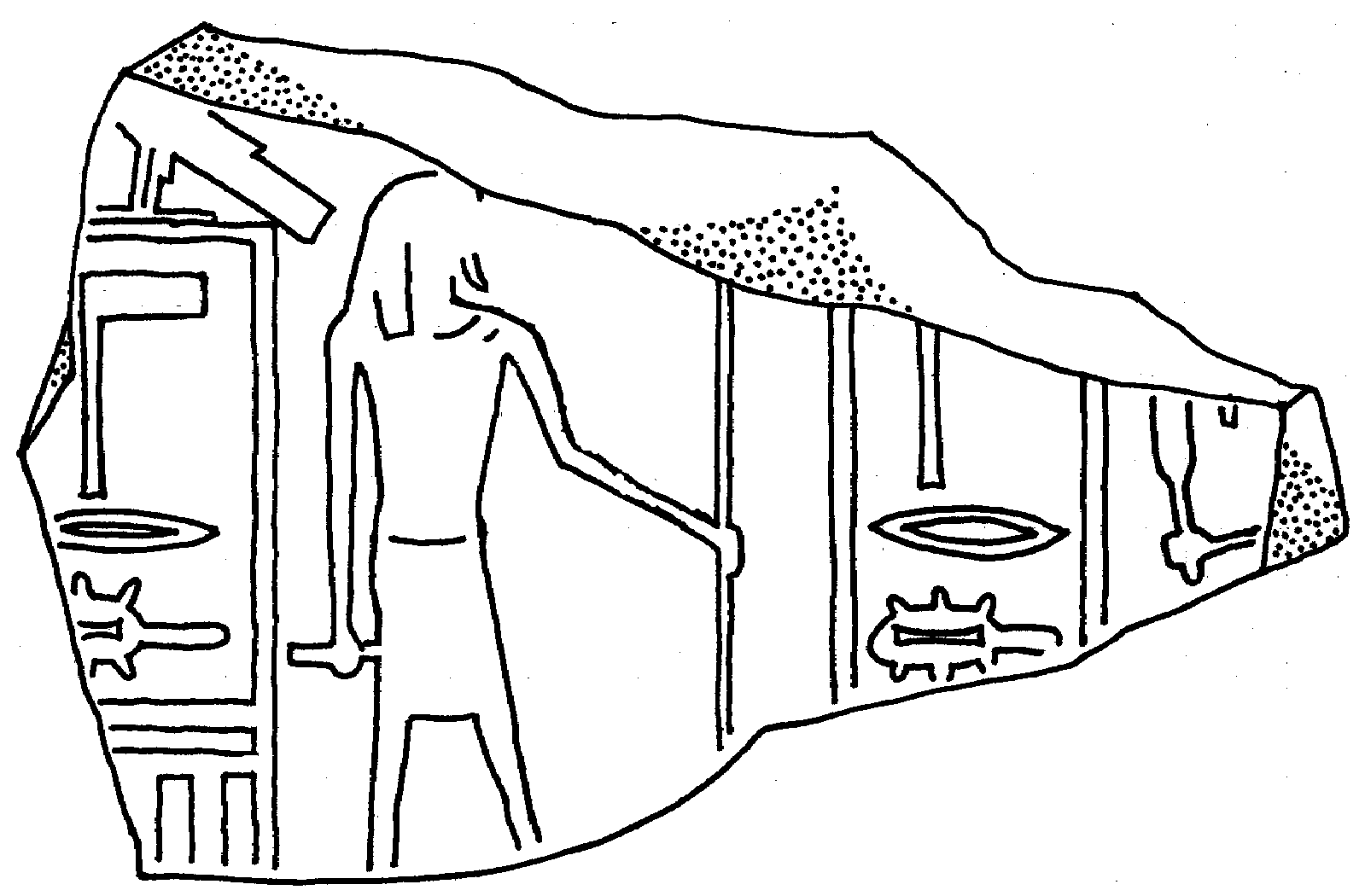
Tonsiegelfragment mit dem Namen „Netjerichet“ (Djoser).

Über den Darstellungen der Grabausstattungen wiederum folgte ein Muster aus zeltähnlichen Ornamenten in Rot, Weiß und Schwarz. Um die kostbaren Wandmalereien zu schützen, ist die Mastaba nach der Ausgrabung wieder zugeschüttet worden. Leider waren dennoch bereits große Flächen der Dekorationen witterungsbedingt sowie durch Brandstiftung und Grabräuber zerstört worden.

### Gefundene Objekte
Zahlreiche Stein- und Tongefäße wurden zertrümmert vorgefunden. Dazwischen fanden sich die Bruchstücke von Siegelabrollungen mit dem Horusnamen des Königs Djoser, welche eine zeitliche Datierung der Grabanlage erlaubten. Die wenigen intakt gebliebenen Tontöpfe enthielten unter anderem Reste des begehrten Öls „Seti-schemai“.